# Wolfgang Plottke
Wolfgang Plottke (n. 31 iulie 1948, Klein Lukow, Republica Democrată Germană, Germania – d. 21 martie 2024) a fost un canotor ce a reprezentat Germania, medaliat olimpic. A participat la o ediție a Jocurilor Olimpice (1972) în care a câștigat o medalie de bronz.

## Participări
Lista de mai jos prezintă principalele competiții la care a participat Wolfgang Plottke de-a lungul carierei.
- rowing at the 1972 Summer Olympics – men's coxless four[*][5]